# Taxillus
Taxillus é um género botânico pertencente à família Loranthaceae.

## Espécies
- Taxillus sect. Lancilobi
- Taxillus sect. Phyllodesmis
- Taxillus sect. Spathulilobium
- Taxillus aldabrensis
- Taxillus amplifolius
- Taxillus balansae
- Taxillus balfourianus
- Taxillus baroni
- Taxillus baroni var. hildebrandtii
- Taxillus baroni var. renschii
- Taxillus caloreas
- Taxillus caloreas var. caloreas
- Taxillus caloreas var. fargesii
- Taxillus canescens
- Taxillus cavaleriei
- Taxillus chinensis
- Taxillus clavatus
- Taxillus collapsus
- Taxillus courtallensis
- Taxillus cuneatus
- Taxillus delavayi
- Taxillus delavayi var. barbatus
- Taxillus delavayi var. delavayi
- Taxillus delavayi var. yanjingensis
- Taxillus diplocrater
- Taxillus duclouxii
- Taxillus estipitatus
- Taxillus ferrugineus
- Taxillus gonocladus
- Taxillus griseus
- Taxillus hoyifolius
- Taxillus kaempferi
- Taxillus kaempferi var. grandiflorus
- Taxillus kaempferi var. kaempferi
- Taxillus kwangtungensis
- Taxillus lenticellatus
- Taxillus levinei
- Taxillus limprichtii
- Taxillus limprichtii var. limprichtii
- Taxillus limprichtii var. liquidambaricola
- Taxillus limprichtii var. longiflorus
- Taxillus liquidambaricola
- Taxillus liquidambaricola var. liquidambaricola
- Taxillus liquidambaricola var. neriifolius
- Taxillus lonicerifolius
- Taxillus lonicerifolius var. longifolius
- Taxillus lonicerifolius var. lonicerifolius
- Taxillus madagascaricus
- Taxillus matsudai
- Taxillus microcuspis
- Taxillus microlimbus
- Taxillus monophlebius
- Taxillus nigrans
- Taxillus notothixoides
- Taxillus ovalis
- Taxillus pachyphyllus
- Taxillus parasiticus
- Taxillus parkeri
- Taxillus parvibracteatus
- Taxillus peralatus
- Taxillus poissonii
- Taxillus pseudochinensis
- Taxillus recurvus
- Taxillus renii
- Taxillus rhododendricolus
- Taxillus ritozanensis
- Taxillus rubroviridis
- Taxillus rutilus
- Taxillus sericus
- Taxillus sordidus
- Taxillus sutchuenensis
- Taxillus sutchuenensis var. duclouxii
- Taxillus sutchuenensis var. sutchuenensis
- Taxillus tandrokensis
- Taxillus theifer
- Taxillus thibetensis
- Taxillus thibetensis var. albus
- Taxillus tomentosus
- Taxillus tricostatus
- Taxillus tsaii
- Taxillus tsaratanensis
- Taxillus umbellifer
- Taxillus vestitus
- Taxillus viguieri
- Taxillus wiensii
- Taxillus wiensii